# أندي نيكول
أندي نيكول (بالإنجليزية: Andy Nicol)‏ هو لاعب اتحاد الرغبي بريطاني، ولد في 12 مارس 1971 في دندي في المملكة المتحدة.

## وصلات خارجية
- أندي نيكول عل موقع إسبنسكروم (الإنجليزية)